# Departamento de Policía de Mineápolis
El Departamento de Policía de Mineápolis (MPD; oficialmente y en inglés: Minneapolis Police Department) es un departamento de policía en Minneapolis, Minnesota. Es el departamento de policía más grande de Minnesota. Formado en 1867, es el segundo departamento de policía más antiguo del estado de Minnesota, después del Departamento de Policía de Saint Paul (formado en 1854). De 1887 a 1890 hubo una Junta de Comisionados de Policía a corto plazo.
El departamento moderno está organizado en cuatro oficinas, todas informadas al Subdirector de Policía Mike Kijos, quien luego informa al Jefe de Policía Medaria Arradondo.
La ciudad está dividida en cinco recintos con 800 oficiales jurados y 300 empleados civiles. A partir del 29 de mayo de 2020, el tercer recinto del departamento fue destruido. En el pico de población de la ciudad, MPD atendió a más de 521,000 personas, y hoy atiende a más de 425,000 personas a partir de la última estimación del censo. El MPD responde a unas cuatrocientas mil llamadas al año para servicio y realiza cincuenta mil paradas proactivas al año. En comparación, el EMS del Centro Médico del Condado de Hennepin responde 60,000 llamadas al año para servicio. También operan en la ciudad el Departamento de Policía de la Universidad de Minnesota (UMPD), la Policía del Parque de Minneapolis, la Policía de Tránsito de Metro y la Oficina del Sheriff del Condado de Hennepin. La Policía de la Comisión de Aeropuertos Metropolitanos sirve al Aeropuerto Internacional de Minneapolis-Saint Paul en el Condado de Hennepin no incorporado.

## Historia
En el siglo XIX, la ciudad de San Antonio y la ciudad de Minneapolis fueron atendidas por primera vez por un mariscal de la ciudad designado con sede en San Antonio que fue asistido por agentes. Conferidos con el poder de arresto, rara vez lo usaban. Los criminales condenados serían enviados a la Cárcel del Condado de Ramsey o la Penitenciaría de Stillwater hasta que se construyera el Palacio de Justicia y la Cárcel del Condado de Hennepin en 1857. Cuando las dos ciudades se fusionaron e incorporaron como Minneapolis en 1867, el Alcalde Dorilus Morrison nombró inmediatamente a H. H. Brackett como el primer jefe de policía. Con seis patrulleros, el nuevo Departamento de Policía de Minneapolis atendió a una población de aproximadamente 5,000 personas. En 1884, la fuerza contaba con 100 hombres y se completó la casa de trabajo Shingle Creek.

#### Minnesota Lynx
Los oficiales de policía de Minneapolis rechazaron una camiseta que los capitanes de Minnesota Lynx usaron en una conferencia de prensa previa al juego destinada a llamar la atención sobre los problemas entre la policía y los negros, y cuatro de ellos anunciaron que interrumpirían sus contratos fuera del horario laboral para proporcionar seguridad para el baloncesto Lynx WNBA juegos. El frente de las camisetas presentaba la frase "El cambio comienza con nosotros: justicia y responsabilidad". En la parte posterior estaba el emblema del Departamento de Policía de Dallas y dos hombres negros, para honrar a los oficiales de Dallas que habían muerto en un tiroteo masivo durante una protesta allí, y los nombres de Philando Castile y Alton Sterling que habían sido asesinados por la policía en Falcon Heights, Minnesota y Baton Rouge, Louisiana, respectivamente; la parte inferior decía "Black Lives Matter". Otros equipos y atletas profesionales actuales y retirados apoyaron a los jugadores.
El jefe Harteau expresó su decepción por los oficiales. "Aunque estos oficiales estaban trabajando en nombre del Lynx, cuando usaban el uniforme de la Policía de Minneapolis. Espero que todos los oficiales se adhieran a nuestros valores centrales y honren su juramento", dijo en un comunicado que aborda su anuncio. "Salir del trabajo y incumplir su obligación contractual de proporcionar un servicio al Lynx no se ajusta a las expectativas del público sobre el uniforme que usan estos oficiales". Los comentarios de la alcaldesa Hodges fueron aún más fuertes en su respuesta a los feos comentarios del jefe del sindicato policial.
En contraste con el jefe de policía, el presidente de la Federación de Oficiales de Policía de Minneapolis calificó al equipo de "patético" y dijo que "elogió" a los oficiales, antes de amenazar con que otros oficiales pudieran seguir su ejemplo, diciendo: "Si (los jugadores) se van para mantener su postura, todos los oficiales pueden negarse a trabajar allí. "Los comentarios de Bob Kroll sobre el Lynx son comentarios tontos", escribió el alcalde en una publicación de Facebook. "Bob Kroll, seguro como el infierno, no habla por mí sobre el Lynx o sobre cualquier otra cosa.

#### Rape kits

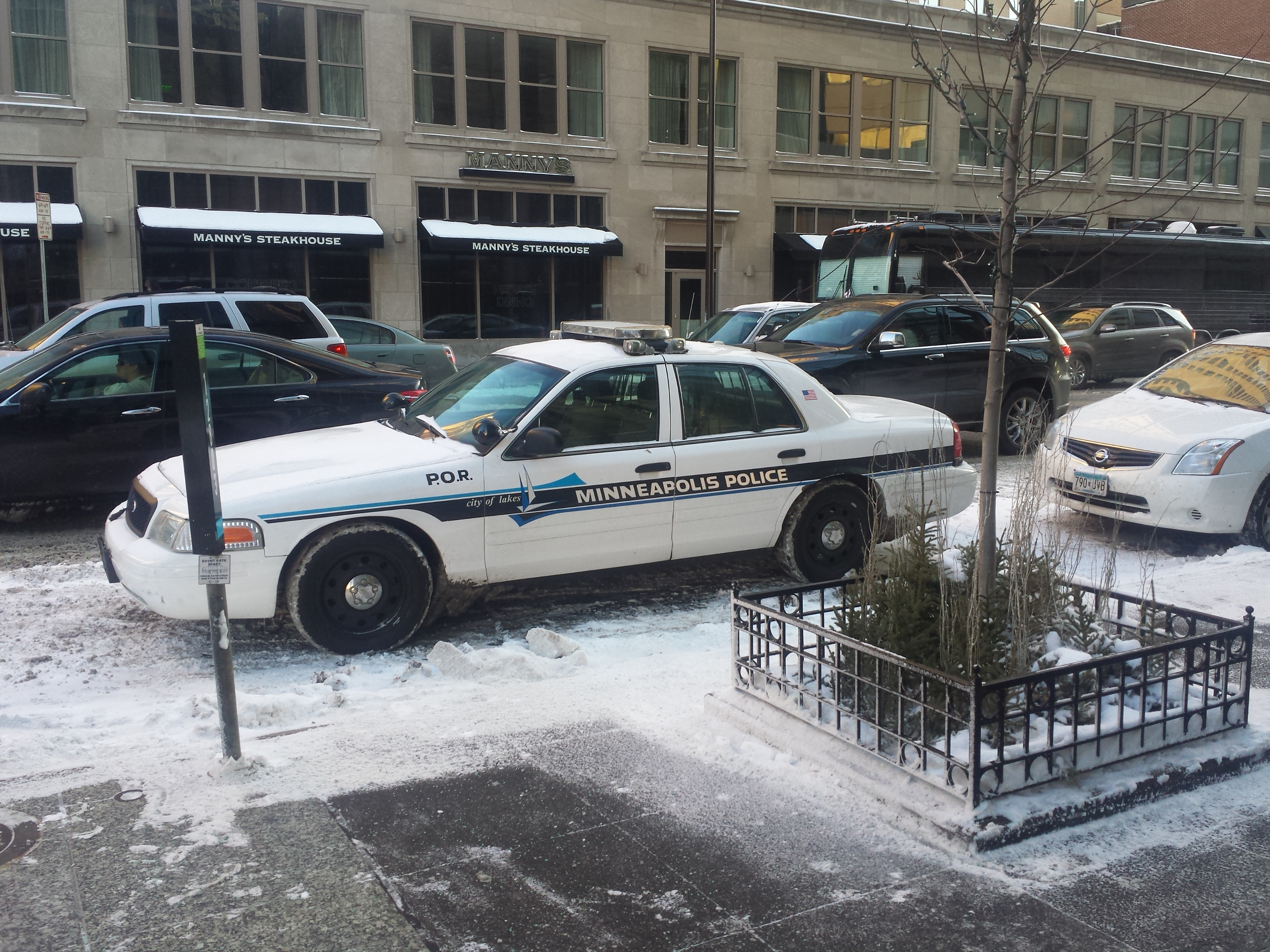
Coche de la policía de Minneapolis con librea usado desde principios de la década de 1990 hasta finales de la década de 2000.

El departamento tiene una gran cantidad de kits de violación que nunca ha probado. En 2015, se descubrieron 194 kits de este tipo. El alcalde Jacob Frey calificó la evidencia no procesada como un "error injustificado". En 2019, se encontraron unos 1,700 kits adicionales no probados. La jefa de policía Medaria Arradondo dijo que no tenía explicación para la discrepancia en los números reportados o por qué tantos kits no fueron probados.

#### Muerte de George Floyd
El 26 de mayo de 2020, el Departamento de Policía de Minneapolis atrajo mucha atención de los medios después de que un video compartido en línea mostrara a un oficial blanco de Minneapolis arrodillado en el cuello de un hombre negro, causando su muerte. El video muestra al hombre diciendo que no podía respirar y perdiendo el conocimiento. Según el portavoz de la policía, John Elder, se llamó a los agentes alrededor de las 8:00 p. m. del lunes 25 de mayo para investigar un informe de falsificación en un negocio. Según los informes, la policía encontró a un hombre, de unos 40 años, que coincidía con la descripción del sospechoso en un automóvil. Según los informes, el hombre se resistió al arresto y fue llevado al Centro Médico del Condado de Hennepin, donde fue declarado muerto. El hombre fue identificado más tarde como George Floyd. El FBI y los agentes estatales están investigando la muerte. Los oficiales involucrados fueron colocados en licencia administrativa, según el protocolo del departamento y despedidos más tarde el mismo día.

## Unidades de voluntariado y actividades
La Reserva de la Policía de Minneapolis es una unidad voluntaria de 60 oficiales no jurados a cargo de la preparación para emergencias, la seguridad pública en general y brinda un gran apoyo para el tráfico y el control de multitudes. Los oficiales no son juramentados y usan un uniforme azul claro con pantalones negros. Concebido después de la Segunda Guerra Mundial como la fuerza de defensa civil en previsión de un ataque nuclear durante la Guerra Fría, el papel de la reserva disminuyó después de la era soviética. Sin embargo, la responsabilidad de la unidad se reafirmó después de los ataques del 11 de septiembre de 2001 y fue reasignada bajo el Coordinador de Preparación para Emergencias del Departamento de Policía de Minneapolis, encargada de la defensa doméstica en situaciones de disturbios civiles y desastres.